# Gustavo dos Santos
Gustavo Machado dos Santos (né le 21 février 1991) est un athlète brésilien spécialiste du sprint.
Le 18 mai 2012, il porte son record sur 100 m à 10 s 26 (vent défavorable - 2,2 m/s) à São Paulo (IDCM).